# Nanako SOS
Nanako SOS (яп. ななこSOS Нанако Эсу-О:-Эсу, «Нанако СОС») — японская сэйнэн-манга, автором которой является Хидэо Адзума. Выпускалась в журналах Popcorn и Just Comic с апреля 1980 по июль 1986 год. По мотивам манги студией Kokusai Eiga был выпущен аниме-сериал, который транслировался по телеканалу Fuji Television с 2 апреля 1983 года по 24 декабря 1983 года. Всего выпущено 39 серий аниме. Сериал был дублирован на итальянском и французском языках. В 2001 году Адзума начал снова выпускать мангу.

## Сюжет
Нана соглашается пройти эксперимент, однако он заканчивается неудачно, в результате девушка теряет память о прошлом и параллельно приобретает суперспособности. Учёный-подросток Томосигэ Ёцуя, который проводил эксперимент над Наной соглашается помочь ей и вернуть память, если она присоединится к его детективному агентству. Наивная Нана соглашается, однако истинные мотивы Томосигэ заключаются том, чтобы использовать её силу для своей выгоды и разбогатеть. Нане предстоит проходить новые и опасные миссии, раскрывать загадки таинственных происшествий.

## Список персонажей
Нанако (яп. ななこ Нанако)
Главная героиня истории, тихая и робкая девочка, которая потеряла всю свою память о прошлом. Обладает суперсилой, может летать, увеличиваться в размерах и даже принимать облик мальчика. Начинает работать на Ёцую после того, как он пообещал вернуть ей память. Получает костюм супергероя. Влюблена в Ёцую.
Сэйю: Рэйко Кито
Томосигэ Ёцуя (яп. 四谷 智茂 Ёцуя Томосигэ)
Гениальный изобретатель, Нанако соглашается стать его подопытной в испытании новой машины, которая даёт суперинтеллект, однако в результате девушка впадает в полную амнезию. Обещал вернуть ей память, если она согласится работать в его детективном бюро. На деле Ёцуя хочет лишь использовать силу Нанако в своих целях. По мере развития сюжета влюбляется в неё.
Сэйю: Юдзи Мицуя
Профессор Идабаси (яп. 飯田橋 博士 Идабаси хакасэ)
Одноклассник Ёцуи, лучший друг и детектив. Влюблён в Нанако, однако это не мешает ему кричать на девушку, когда та что-то делает не правильно. Мечтает стать мангакой.
Сэйю: Тору Фуруя
Профессор Исикава (яп. ドクター 石川 Докута: Исикава)
Таинственный человек, который всё время преследует Нанако. Носит при себе водяной пистолет.
Сэйю: Бандзё Гинга
Ангел 7 (яп. コンビニエンジ・セブン Конбини Эндзи Сэбун)
Робот, разработанный Ёцуей, запрограммирован, чтобы помогать Нанако.
Сэйю: Наоки Тацута
Ангел 111 (яп. コンビニエンジ・イレブン Конбини Эндзи Ирэбун)
Робот, разработанный Ёцуей, запрограммирован, чтобы помогать Нанако.
Сэйю: Кёко Мияги
Сюити Иидабаси (яп. 飯田橋 修一 Иидабаси Сю:ити)
Пилотирует самолёт Исикавы.
Сэйю: Рэйко Кито
Марин (яп. まりん Марин)
Сэйю: Коити Хасимото

## Список серий аниме
| #  | Оригинальное название          | Дата выхода | Английский перевод                    |
| -- | ------------------------------ | ----------- | ------------------------------------- |
| 1  | 超能力の美少女                 | 1983-04-02  | The girl with special abilities       |
| 2  | 宇宙豆(そらまめ)の唄が聞こえる | 1983-04-09  | I can hear the song of the space bean |
| 3  | 悩める吸血少年!?               | 1983-04-16  | Troubles of a young vampire!?         |
| 4  | ボスとななこと機関銃           | 1983-04-23  | Boss and Nanako and the machine gun   |
| 5  | オリーブは悪魔の匂い           | 1983-04-30  | Olive is the scent of the devil       |
| 6  | オリーブは悪魔の匂い           | 1983-05-07  | The beautiful Ice Queen               |
| 7  | 不思議の国のななこ             | 1983-05-14  | Nanako of the Mysterious Country      |
| 8  | 暴れていいとも! 筋肉娘         | 1983-05-21  | You may rage! Muscle Lady             |
| 9  | 燃えろショジョ寺拳法           | 1983-05-28  | Blazing Shōjo Fist                    |
| 10 | アラブより愛をこめて           | 1983-06-04  | From Arab with love                   |
| 11 | のんびりブッシュマン           | 1983-06-11  | The peaceful bushman                  |
| 12 | ダイエット急行殺人事件         | 1983-06-18  | Diet express murder                   |
| 13 | セーラー服のサウスポー         | 1983-06-25  | Southpaw’s sailor uniform             |
| 14 | 八ツ仮面村の怪!?               | 1983-07-02  | Freak of the Hatsu Masked Village!?   |
| 15 | ななこの決死圏                 | 1983-07-09  | Nanako’s desperate measures           |
| 16 | オオカミ男だぜい!              | 1983-07-16  | I am the Wolfman!                     |
| 17 | 怪人、百面相の涙               | 1983-07-23  | Tears of the Hundred-Faced Freak      |
| 18 | 北の果て物語                   | 1983-07-30  | Story of the end of the North         |
| 19 | 漂流・100万年                  | 1983-08-06  | Exile, a million years                |
| 20 | ななこプロレスの味方です       | 1983-08-13  | Ally of Nanako pro-wrestler           |
| 21 | ひと夏の思い出                 | 1983-08-20  | Memories of Summer                    |
| 22 | ななこハリウッドする           | 1983-08-27  | Nanako goes to Hollywood              |
| 23 | 南の島の秘宝                   | 1983-09-03  | Treasure of the Southern Island       |
| 24 | 異次元の冒険                   | 1983-09-10  | Adventure in an alternate reality     |
| 25 | ななこの料理パラダイス         | 1983-09-17  | Nanako’s culinary paradise            |
| 26 | ななこ売ります                 | 1983-09-24  | Nanako for sale                       |
| 27 | ななこを愛したスパイ           | 1983-10-01  | The spy who loves Nanako              |
| 28 | わが心のバイオリン             | 1983-10-08  | Violin in my mind                     |
| 29 | 大混戦!? 王女とななこ          | 1983-10-15  | Riot!? The Queen and Nanako           |
| 30 | スーパーボーイななお           | 1983-10-22  | Superboy Nanao                        |
| 31 | 危うし!よろずカンパニー        | 1983-11-05  | Watch out! Yoruzu Company             |
| 32 | いけいけマリンウォーズ         | 1983-11-12  | Go, go, marine wars                   |
| 33 | 小倉のプロポーズ大作戦         | 1983-11-19  | Kokura’s proposal strategy            |
| 34 | 消えた超能力!?                 | 1983-11-19  | The disappeared special abilities!?   |
| 35 | 四谷にホレた天才少女!?         | 1983-11-26  | The prodigy who appeared in Yotsuya!? |
| 36 | ななこのお見舞い日記           | 1983-12-03  | The day to visit Nanako               |
| 37 | 星に願いを                     | 1983-12-10  | Wish upon a star                      |
| 38 | トキと駆ける少女               | 1983-12-17  | Toki and the running girl             |
| 39 | また会う日まで                 | 1983-12-24  | Till the day we meet again            |